# Lista di asteroidi (634001-635000)
Di seguito una lista di asteroidi dal numero 634001  al 635000 con data di scoperta e scopritore.

## 634001–634100
| Nome   | Designazione provvisoria | Data di scoperta  | Scopritore                   |
| ------ | ------------------------ | ----------------- | ---------------------------- |
| 634001 | 2010 VU145               | 19 gennaio 2012   | Pan-STARRS                   |
| 634002 | 2010 VN176               | 5 dicembre 2002   | Spacewatch                   |
| 634003 | 2010 VV180               | 25 settembre 2009 | Spacewatch                   |
| 634004 | 2010 VW182               | 12 novembre 2010  | Mount Lemmon Survey          |
| 634005 | 2010 VE190               | 1 novembre 2010   | Spacewatch                   |
| 634006 | 2010 VJ198               | 15 novembre 2010  | Mount Lemmon Survey          |
| 634007 | 2010 VH209               | 10 novembre 2006  | Spacewatch                   |
| 634008 | 2010 VJ225               | 1 novembre 2010   | Mount Lemmon Survey          |
| 634009 | 2010 VC228               | 8 novembre 2010   | Mount Lemmon Survey          |
| 634010 | 2010 VT230               | 2 novembre 2010   | Mount Lemmon Survey          |
| 634011 | 2010 VS232               | 14 marzo 2012     | Pan-STARRS                   |
| 634012 | 2010 VR238               | 1 novembre 2010   | Mount Lemmon Survey          |
| 634013 | 2010 VS244               | 24 marzo 2015     | Pan-STARRS                   |
| 634014 | 2010 VH249               | 25 agosto 2003    | Cerro Tololo Obs.            |
| 634015 | 2010 VA252               | 5 novembre 2010   | Spacewatch                   |
| 634016 | 2010 VB252               | 1 novembre 2010   | Spacewatch                   |
| 634017 | 2010 VL252               | 8 novembre 2010   | Mount Lemmon Survey          |
| 634018 | 2010 VE263               | 1 novembre 2010   | Spacewatch                   |
| 634019 | 2010 VC265               | 11 novembre 2010  | Mount Lemmon Survey          |
| 634020 | 2010 VJ266               | 7 ottobre 2004    | Spacewatch                   |
| 634021 | 2010 VD273               | 12 novembre 2010  | Mount Lemmon Survey          |
| 634022 | 2010 VF275               | 13 novembre 2010  | Mount Lemmon Survey          |
| 634023 | 2010 WN2                 | 26 novembre 2010  | Mount Lemmon Survey          |
| 634024 | 2010 WJ4                 | 13 ottobre 2005   | Spacewatch                   |
| 634025 | 2010 WW5                 | 23 settembre 2005 | Spacewatch                   |
| 634026 | 2010 WM16                | 14 ottobre 2010   | Mount Lemmon Survey          |
| 634027 | 2010 WF27                | 23 agosto 2006    | NEAT                         |
| 634028 | 2010 WG27                | 27 novembre 2010  | Mount Lemmon Survey          |
| 634029 | 2010 WC31                | 27 novembre 2010  | Mount Lemmon Survey          |
| 634030 | 2010 WD40                | 27 novembre 2010  | Mount Lemmon Survey          |
| 634031 | 2010 WU42                | 27 novembre 2010  | Mount Lemmon Survey          |
| 634032 | 2010 WL44                | 19 ottobre 2003   | Spacewatch                   |
| 634033 | 2010 WU61                | 27 novembre 2010  | Mount Lemmon Survey          |
| 634034 | 2010 XB22                | 4 dicembre 2010   | Z. Kuli, K. Sárneczky        |
| 634035 | 2010 XO25                | 25 settembre 2003 | NEAT                         |
| 634036 | 2010 XU55                | 13 febbraio 2001  | Spacewatch                   |
| 634037 | 2010 XU56                | 30 dicembre 2007  | Spacewatch                   |
| 634038 | 2010 XR60                | 10 dicembre 2010  | Spacewatch                   |
| 634039 | 2010 XS60                | 23 ottobre 2003   | Spacewatch                   |
| 634040 | 2010 XR70                | 5 settembre 2010  | Mount Lemmon Survey          |
| 634041 | 2010 XJ74                | 8 novembre 2010   | Mount Lemmon Survey          |
| 634042 | 2010 XL82                | 16 agosto 2006    | NEAT                         |
| 634043 | 2010 XJ92                | 1 dicembre 2010   | Mount Lemmon Survey          |
| 634044 | 2010 XY95                | 25 febbraio 2012  | Mount Lemmon Survey          |
| 634045 | 2010 XU111               | 14 dicembre 2010  | Mount Lemmon Survey          |
| 634046 | 2010 XW118               | 5 dicembre 2010   | Mount Lemmon Survey          |
| 634047 | 2010 YM2                 | 30 dicembre 2010  | Z. Kuli, K. Sárneczky        |
| 634048 | 2011 AB4                 | 19 settembre 2006 | Spacewatch                   |
| 634049 | 2011 AQ7                 | 2 dicembre 2010   | Spacewatch                   |
| 634050 | 2011 AR8                 | 18 ottobre 2006   | Spacewatch                   |
| 634051 | 2011 AQ34                | 25 dicembre 2005  | Spacewatch                   |
| 634052 | 2011 AH36                | 14 dicembre 2001  | Spacewatch                   |
| 634053 | 2011 AT50                | 26 settembre 2006 | CSS                          |
| 634054 | 2011 AQ54                | 14 gennaio 2011   | Mount Lemmon Survey          |
| 634055 | 2011 AG60                | 19 novembre 2003  | NEAT                         |
| 634056 | 2011 AR65                | 14 gennaio 2011   | Spacewatch                   |
| 634057 | 2011 AA67                | 27 luglio 2009    | Spacewatch                   |
| 634058 | 2011 AU72                | 16 ottobre 2002   | NEAT                         |
| 634059 | 2011 AW76                | 30 marzo 2003     | M. W. Buie, A. B. Jordan     |
| 634060 | 2011 AS81                | 15 settembre 2004 | Spacewatch                   |
| 634061 | 2011 AU82                | 12 gennaio 2011   | Mount Lemmon Survey          |
| 634062 | 2011 AS83                | 8 gennaio 2011    | Mount Lemmon Survey          |
| 634063 | 2011 AX83                | 14 gennaio 2011   | Spacewatch                   |
| 634064 | 2011 AG89                | 20 aprile 2012    | Mount Lemmon Survey          |
| 634065 | 2011 AT92                | 14 novembre 2013  | Mount Lemmon Survey          |
| 634066 | 2011 AL94                | 2 gennaio 2011    | Mount Lemmon Survey          |
| 634067 | 2011 AK95                | 13 gennaio 2011   | Mount Lemmon Survey          |
| 634068 | 2011 AQ108               | 14 gennaio 2011   | Mount Lemmon Survey          |
| 634069 | 2011 AK110               | 14 gennaio 2011   | Mount Lemmon Survey          |
| 634070 | 2011 BZ5                 | 24 ottobre 2005   | Osservatorio di Mauna Kea    |
| 634071 | 2011 BU9                 | 20 ottobre 2003   | NEAT                         |
| 634072 | 2011 BY13                | 24 gennaio 2011   | Mount Lemmon Survey          |
| 634073 | 2011 BM14                | 17 gennaio 2007   | Spacewatch                   |
| 634074 | 2011 BH26                | 5 dicembre 2010   | Mount Lemmon Survey          |
| 634075 | 2011 BK29                | 26 gennaio 2011   | Mount Lemmon Survey          |
| 634076 | 2011 BQ34                | 28 gennaio 2011   | Mount Lemmon Survey          |
| 634077 | 2011 BT34                | 7 ottobre 2005    | Osservatorio di Mauna Kea    |
| 634078 | 2011 BT36                | 28 gennaio 2011   | Mount Lemmon Survey          |
| 634079 | 2011 BE44                | 30 gennaio 2011   | Z. Kuli, K. Sárneczky        |
| 634080 | 2011 BV44                | 31 gennaio 2011   | Z. Kuli, K. Sárneczky        |
| 634081 | 2011 BY50                | 30 gennaio 2011   | Mount Lemmon Survey          |
| 634082 | 2011 BB51                | 30 gennaio 2011   | Mount Lemmon Survey          |
| 634083 | 2011 BN56                | 14 dicembre 2003  | Spacewatch                   |
| 634084 | 2011 BU56                | 30 gennaio 2011   | Mount Lemmon Survey          |
| 634085 | 2011 BO66                | 1 febbraio 2011   | Z. Kuli, K. Sárneczky        |
| 634086 | 2011 BG69                | 13 dicembre 2004  | Spacewatch                   |
| 634087 | 2011 BL70                | 27 gennaio 2011   | Spacewatch                   |
| 634088 | 2011 BC71                | 22 settembre 2009 | Mount Lemmon Survey          |
| 634089 | 2011 BE72                | 13 ottobre 2005   | Spacewatch                   |
| 634090 | 2011 BH76                | 31 agosto 2005    | Spacewatch                   |
| 634091 | 2011 BK81                | 30 ottobre 2005   | Mount Lemmon Survey          |
| 634092 | 2011 BB87                | 27 gennaio 2011   | Mount Lemmon Survey          |
| 634093 | 2011 BH87                | 15 agosto 2009    | CSS                          |
| 634094 | 2011 BU92                | 30 settembre 2006 | Spacewatch                   |
| 634095 | 2011 BW93                | 3 ottobre 2006    | Mount Lemmon Survey          |
| 634096 | 2011 BL94                | 6 marzo 2008      | Mount Lemmon Survey          |
| 634097 | 2011 BO99                | 16 gennaio 2004   | Spacewatch                   |
| 634098 | 2011 BJ103               | 10 novembre 2004  | M. W. Buie, L. H. Wasserman  |
| 634099 | 2011 BH105               | 26 gennaio 2011   | Spacewatch                   |
| 634100 | 2011 BW105               | 24 settembre 2009 | T. V. Kryachko, B. Satovskij |

## 634101–634200
| Nome   | Designazione provvisoria | Data di scoperta  | Scopritore                          |
| ------ | ------------------------ | ----------------- | ----------------------------------- |
| 634101 | 2011 BZ121               | 29 settembre 2009 | Mount Lemmon Survey                 |
| 634102 | 2011 BG122               | 30 gennaio 2011   | Mount Lemmon Survey                 |
| 634103 | 2011 BS126               | 25 dicembre 2005  | Spacewatch                          |
| 634104 | 2011 BQ127               | 28 gennaio 2011   | Mount Lemmon Survey                 |
| 634105 | 2011 BK128               | 28 gennaio 2011   | Mount Lemmon Survey                 |
| 634106 | 2011 BG131               | 28 gennaio 2011   | Mount Lemmon Survey                 |
| 634107 | 2011 BP133               | 29 gennaio 2011   | Mount Lemmon Survey                 |
| 634108 | 2011 BM136               | 4 ottobre 1999    | Spacewatch                          |
| 634109 | 2011 BS137               | 8 gennaio 2011    | Mount Lemmon Survey                 |
| 634110 | 2011 BB139               | 8 gennaio 2011    | Mount Lemmon Survey                 |
| 634111 | 2011 BU145               | 15 settembre 2006 | Spacewatch                          |
| 634112 | 2011 BD154               | 18 ottobre 2003   | SDSS Collaboration                  |
| 634113 | 2011 BH156               | 28 gennaio 2011   | Mount Lemmon Survey                 |
| 634114 | 2011 BK169               | 27 gennaio 2011   | CSS                                 |
| 634115 | 2011 BV174               | 2 marzo 2011      | Mount Lemmon Survey                 |
| 634116 | 2011 BT181               | 4 febbraio 2016   | Pan-STARRS                          |
| 634117 | 2011 BO187               | 30 gennaio 2011   | Pan-STARRS                          |
| 634118 | 2011 BS195               | 26 gennaio 2011   | Mount Lemmon Survey                 |
| 634119 | 2011 BL196               | 29 gennaio 2011   | Mount Lemmon Survey                 |
| 634120 | 2011 BQ196               | 30 gennaio 2011   | Mount Lemmon Survey                 |
| 634121 | 2011 BU198               | 26 gennaio 2011   | Mount Lemmon Survey                 |
| 634122 | 2011 BQ201               | 29 gennaio 2011   | Mount Lemmon Survey                 |
| 634123 | 2011 CX3                 | 24 dicembre 2005  | Spacewatch                          |
| 634124 | 2011 CR16                | 15 luglio 2005    | Mount Lemmon Survey                 |
| 634125 | 2011 CN29                | 9 agosto 2008     | Osservatorio astronomico di Maiorca |
| 634126 | 2011 CX29                | 13 marzo 2004     | NEAT                                |
| 634127 | 2011 CH39                | 20 ottobre 2006   | Spacewatch                          |
| 634128 | 2011 CP42                | 10 febbraio 2011  | Mount Lemmon Survey                 |
| 634129 | 2011 CC50                | 12 febbraio 2011  | Mount Lemmon Survey                 |
| 634130 | 2011 CY50                | 11 febbraio 2011  | Mount Lemmon Survey                 |
| 634131 | 2011 CZ51                | 7 febbraio 2011   | Mount Lemmon Survey                 |
| 634132 | 2011 CL53                | 30 agosto 2005    | Spacewatch                          |
| 634133 | 2011 CO59                | 8 febbraio 2011   | Mount Lemmon Survey                 |
| 634134 | 2011 CP60                | 16 aprile 2004    | NEAT                                |
| 634135 | 2011 CE65                | 30 gennaio 2011   | Mount Lemmon Survey                 |
| 634136 | 2011 CV65                | 27 marzo 2008     | Spacewatch                          |
| 634137 | 2011 CS66                | 12 gennaio 2011   | Mount Lemmon Survey                 |
| 634138 | 2011 CN68                | 4 febbraio 2011   | CSS                                 |
| 634139 | 2011 CH69                | 15 marzo 2004     | NEAT                                |
| 634140 | 2011 CG70                | 5 gennaio 2006    | Mount Lemmon Survey                 |
| 634141 | 2011 CW73                | 25 novembre 2006  | CSS                                 |
| 634142 | 2011 CR76                | 17 novembre 2006  | Spacewatch                          |
| 634143 | 2011 CM89                | 12 febbraio 2011  | Mount Lemmon Survey                 |
| 634144 | 2011 CU101               | 24 ottobre 2003   | SDSS Collaboration                  |
| 634145 | 2011 CS104               | 8 febbraio 2011   | Spacewatch                          |
| 634146 | 2011 CQ105               | 15 dicembre 2006  | Spacewatch                          |
| 634147 | 2011 CT105               | 26 febbraio 2011  | Mount Lemmon Survey                 |
| 634148 | 2011 CF109               | 12 luglio 2005    | Mount Lemmon Survey                 |
| 634149 | 2011 CR111               | 5 febbraio 2011   | Pan-STARRS                          |
| 634150 | 2011 CK132               | 7 febbraio 2011   | Mount Lemmon Survey                 |
| 634151 | 2011 CS134               | 10 febbraio 2011  | Mount Lemmon Survey                 |
| 634152 | 2011 CN138               | 10 febbraio 2011  | Mount Lemmon Survey                 |
| 634153 | 2011 CS151               | 10 febbraio 2011  | Mount Lemmon Survey                 |
| 634154 | 2011 CV151               | 5 febbraio 2011   | Pan-STARRS                          |
| 634155 | 2011 CH152               | 10 febbraio 2011  | Mount Lemmon Survey                 |
| 634156 | 2011 DM3                 | 1 settembre 2005  | NEAT                                |
| 634157 | 2011 DA6                 | 23 febbraio 2011  | CSS                                 |
| 634158 | 2011 DL9                 | 25 febbraio 2011  | Mount Lemmon Survey                 |
| 634159 | 2011 DM9                 | 16 luglio 2004    | Cerro Tololo Obs.                   |
| 634160 | 2011 DH16                | 18 novembre 2006  | Mount Lemmon Survey                 |
| 634161 | 2011 DY21                | 1 aprile 2003     | SDSS Collaboration                  |
| 634162 | 2011 DJ25                | 20 agosto 2004    | Spacewatch                          |
| 634163 | 2011 DN26                | 25 febbraio 2011  | Mount Lemmon Survey                 |
| 634164 | 2011 DV26                | 28 marzo 2008     | Spacewatch                          |
| 634165 | 2011 DN36                | 9 ottobre 2008    | Mount Lemmon Survey                 |
| 634166 | 2011 DD37                | 25 febbraio 2011  | Mount Lemmon Survey                 |
| 634167 | 2011 DF38                | 25 febbraio 2011  | Mount Lemmon Survey                 |
| 634168 | 2011 DS51                | 16 marzo 2004     | LINEAR                              |
| 634169 | 2011 DC55                | 2 maggio 2016     | Pan-STARRS                          |
| 634170 | 2011 EV                  | 10 marzo 2004     | NEAT                                |
| 634171 | 2011 ET1                 | 13 agosto 2004    | Cerro Tololo Obs.                   |
| 634172 | 2011 EV2                 | 3 settembre 2008  | Spacewatch                          |
| 634173 | 2011 EN4                 | 1 marzo 2011      | Spacewatch                          |
| 634174 | 2011 EF9                 | 8 febbraio 2000   | Spacewatch                          |
| 634175 | 2011 EC11                | 3 marzo 2011      | Mount Lemmon Survey                 |
| 634176 | 2011 EW13                | 9 dicembre 2006   | NEAT                                |
| 634177 | 2011 ED15                | 26 marzo 2006     | Spacewatch                          |
| 634178 | 2011 EA21                | 24 settembre 2009 | Mount Lemmon Survey                 |
| 634179 | 2011 ER22                | 16 febbraio 2004  | Spacewatch                          |
| 634180 | 2011 EQ27                | 14 dicembre 2006  | Spacewatch                          |
| 634181 | 2011 EQ30                | 5 marzo 2011      | CSS                                 |
| 634182 | 2011 EW32                | 4 marzo 2011      | Spacewatch                          |
| 634183 | 2011 EA37                | 7 ottobre 2008    | Spacewatch                          |
| 634184 | 2011 EF37                | 9 febbraio 2005   | A. Boattini                         |
| 634185 | 2011 EM41                | 23 ottobre 2009   | Spacewatch                          |
| 634186 | 2011 EL43                | 6 marzo 2011      | CSS                                 |
| 634187 | 2011 EM43                | 2 settembre 2002  | Spacewatch                          |
| 634188 | 2011 EP46                | 10 marzo 2011     | Spacewatch                          |
| 634189 | 2011 EK48                | 4 agosto 2005     | NEAT                                |
| 634190 | 2011 EK49                | 20 dicembre 2004  | Mount Lemmon Survey                 |
| 634191 | 2011 EQ51                | 20 ottobre 1999   | Spacewatch                          |
| 634192 | 2011 EN52                | 20 novembre 2006  | Spacewatch                          |
| 634193 | 2011 EC54                | 28 gennaio 2007   | Mount Lemmon Survey                 |
| 634194 | 2011 EO54                | 4 dicembre 2000   | Spacewatch                          |
| 634195 | 2011 EJ55                | 13 ottobre 2004   | Spacewatch                          |
| 634196 | 2011 EA63                | 16 febbraio 2004  | Spacewatch                          |
| 634197 | 2011 EH64                | 9 marzo 2011      | Mount Lemmon Survey                 |
| 634198 | 2011 EC65                | 9 marzo 2011      | Mount Lemmon Survey                 |
| 634199 | 2011 EK70                | 12 aprile 2004    | NEAT                                |
| 634200 | 2011 EE72                | 11 febbraio 2011  | CSS                                 |

## 634201–634300
| Nome   | Designazione provvisoria | Data di scoperta  | Scopritore                          |
| ------ | ------------------------ | ----------------- | ----------------------------------- |
| 634201 | 2011 EH76                | 24 dicembre 2006  | Spacewatch                          |
| 634202 | 2011 EV77                | 28 settembre 2009 | Mount Lemmon Survey                 |
| 634203 | 2011 EB80                | 13 marzo 2011     | Mount Lemmon Survey                 |
| 634204 | 2011 EY82                | 11 marzo 2011     | Spacewatch                          |
| 634205 | 2011 EK84                | 15 maggio 2001    | AMOS                                |
| 634206 | 2011 EG85                | 14 marzo 2011     | Mount Lemmon Survey                 |
| 634207 | 2011 EW90                | 14 marzo 2011     | Mount Lemmon Survey                 |
| 634208 | 2011 EC91                | 2 marzo 2011      | Mount Lemmon Survey                 |
| 634209 | 2011 ED100               | 9 marzo 2011      | Mount Lemmon Survey                 |
| 634210 | 2011 ES100               | 5 marzo 2011      | Mount Lemmon Survey                 |
| 634211 | 2011 EB104               | 1 marzo 2011      | Mount Lemmon Survey                 |
| 634212 | 2011 EJ106               | 13 marzo 2011     | Spacewatch                          |
| 634213 | 2011 FO3                 | 9 marzo 2011      | K. Černis                           |
| 634214 | 2011 FH13                | 1 dicembre 2006   | Mount Lemmon Survey                 |
| 634215 | 2011 FD15                | 23 febbraio 2011  | Spacewatch                          |
| 634216 | 2011 FF16                | 24 ottobre 2009   | Spacewatch                          |
| 634217 | 2011 FQ20                | 24 aprile 2004    | Spacewatch                          |
| 634218 | 2011 FW22                | 29 marzo 2011     | CSS                                 |
| 634219 | 2011 FG23                | 27 marzo 2004     | Spacewatch                          |
| 634220 | 2011 FF25                | 29 marzo 2011     | Z. Kuli, K. Sárneczky               |
| 634221 | 2011 FP25                | 29 marzo 2011     | Z. Kuli, K. Sárneczky               |
| 634222 | 2011 FW26                | 30 marzo 2011     | Z. Kuli, K. Sárneczky               |
| 634223 | 2011 FY26                | 30 marzo 2011     | Z. Kuli, K. Sárneczky               |
| 634224 | 2011 FZ26                | 30 marzo 2011     | Z. Kuli, K. Sárneczky               |
| 634225 | 2011 FD29                | 2 giugno 2008     | Mount Lemmon Survey                 |
| 634226 | 2011 FH31                | 19 agosto 2001    | Cerro Tololo Obs.                   |
| 634227 | 2011 FQ33                | 12 aprile 2004    | W. Bickel                           |
| 634228 | 2011 FB35                | 25 novembre 2005  | Mount Lemmon Survey                 |
| 634229 | 2011 FZ37                | 2 marzo 2005      | CSS                                 |
| 634230 | 2011 FM39                | 26 marzo 2004     | Spacewatch                          |
| 634231 | 2011 FP41                | 26 marzo 2011     | Mount Lemmon Survey                 |
| 634232 | 2011 FX44                | 8 aprile 2002     | NEAT                                |
| 634233 | 2011 FN46                | 14 settembre 2007 | Mount Lemmon Survey                 |
| 634234 | 2011 FR48                | 9 maggio 2006     | Mount Lemmon Survey                 |
| 634235 | 2011 FC52                | 17 gennaio 2007   | Spacewatch                          |
| 634236 | 2011 FD54                | 14 aprile 2004    | Spacewatch                          |
| 634237 | 2011 FJ54                | 29 marzo 2011     | Mount Lemmon Survey                 |
| 634238 | 2011 FG58                | 26 aprile 2004    | Spacewatch                          |
| 634239 | 2011 FT65                | 12 aprile 2004    | Spacewatch                          |
| 634240 | 2011 FL67                | 27 marzo 2011     | Mount Lemmon Survey                 |
| 634241 | 2011 FV68                | 27 marzo 2011     | Mount Lemmon Survey                 |
| 634242 | 2011 FX68                | 27 marzo 2011     | Mount Lemmon Survey                 |
| 634243 | 2011 FM70                | 2 marzo 2011      | Mount Lemmon Survey                 |
| 634244 | 2011 FD73                | 15 aprile 2004    | NEAT                                |
| 634245 | 2011 FP74                | 14 marzo 2011     | Mount Lemmon Survey                 |
| 634246 | 2011 FA78                | 2 ottobre 2008    | Mount Lemmon Survey                 |
| 634247 | 2011 FN78                | 16 febbraio 2004  | Spacewatch                          |
| 634248 | 2011 FP82                | 29 marzo 2011     | Mount Lemmon Survey                 |
| 634249 | 2011 FR84                | 27 settembre 2009 | Mount Lemmon Survey                 |
| 634250 | 2011 FA91                | 3 aprile 2000     | Spacewatch                          |
| 634251 | 2011 FW92                | 2 marzo 2006      | Spacewatch                          |
| 634252 | 2011 FQ94                | 29 marzo 2011     | Mount Lemmon Survey                 |
| 634253 | 2011 FZ96                | 29 marzo 2011     | Mount Lemmon Survey                 |
| 634254 | 2011 FD99                | 30 marzo 2011     | Mount Lemmon Survey                 |
| 634255 | 2011 FF102               | 31 marzo 2011     | Pan-STARRS                          |
| 634256 | 2011 FV102               | 10 febbraio 2000  | Spacewatch                          |
| 634257 | 2011 FT106               | 2 ottobre 2013    | Spacewatch                          |
| 634258 | 2011 FP108               | 5 aprile 2011     | Mount Lemmon Survey                 |
| 634259 | 2011 FV108               | 15 giugno 2001    | Spacewatch                          |
| 634260 | 2011 FK112               | 19 novembre 2003  | Spacewatch                          |
| 634261 | 2011 FR112               | 9 ottobre 2008    | Spacewatch                          |
| 634262 | 2011 FH117               | 13 ottobre 2005   | Spacewatch                          |
| 634263 | 2011 FM120               | 5 aprile 2003     | Spacewatch                          |
| 634264 | 2011 FF126               | 9 settembre 2004  | W. Ries                             |
| 634265 | 2011 FT128               | 19 settembre 2001 | Spacewatch                          |
| 634266 | 2011 FT131               | 7 agosto 2008     | Spacewatch                          |
| 634267 | 2011 FY136               | 20 ottobre 2003   | Spacewatch                          |
| 634268 | 2011 FA137               | 22 ottobre 2009   | Mount Lemmon Survey                 |
| 634269 | 2011 FL139               | 28 dicembre 2005  | Spacewatch                          |
| 634270 | 2011 FP144               | 7 settembre 2008  | Mount Lemmon Survey                 |
| 634271 | 2011 FB147               | 7 febbraio 2007   | Mount Lemmon Survey                 |
| 634272 | 2011 FZ149               | 19 gennaio 2005   | Spacewatch                          |
| 634273 | 2011 FM159               | 28 marzo 2011     | Mount Lemmon Survey                 |
| 634274 | 2011 FO165               | 11 gennaio 2016   | Pan-STARRS                          |
| 634275 | 2011 FH172               | 9 maggio 2006     | Mount Lemmon Survey                 |
| 634276 | 2011 GA1                 | 4 febbraio 2005   | Spacewatch                          |
| 634277 | 2011 GK2                 | 22 febbraio 2004  | Spacewatch                          |
| 634278 | 2011 GM4                 | 24 agosto 2008    | Osservatorio astronomico di Maiorca |
| 634279 | 2011 GJ8                 | 2 aprile 2011     | Mount Lemmon Survey                 |
| 634280 | 2011 GD18                | 2 aprile 2011     | Mount Lemmon Survey                 |
| 634281 | 2011 GB20                | 2 aprile 2011     | Mount Lemmon Survey                 |
| 634282 | 2011 GK22                | 8 ottobre 2008    | Mount Lemmon Survey                 |
| 634283 | 2011 GK25                | 28 gennaio 2007   | Mount Lemmon Survey                 |
| 634284 | 2011 GG28                | 30 marzo 2011     | Mount Lemmon Survey                 |
| 634285 | 2011 GR30                | 1 aprile 2011     | Spacewatch                          |
| 634286 | 2011 GT35                | 31 marzo 2004     | Spacewatch                          |
| 634287 | 2011 GC36                | 24 gennaio 2007   | Mount Lemmon Survey                 |
| 634288 | 2011 GN37                | 31 agosto 2005    | Spacewatch                          |
| 634289 | 2011 GJ38                | 11 ottobre 2004   | L. H. Wasserman, J. R. Lovering     |
| 634290 | 2011 GU44                | 27 ottobre 2005   | E. W. Elst, H. Debehogne            |
| 634291 | 2011 GH45                | 9 febbraio 2005   | Spacewatch                          |
| 634292 | 2011 GQ50                | 23 ottobre 2009   | Mount Lemmon Survey                 |
| 634293 | 2011 GM51                | 24 settembre 2008 | Spacewatch                          |
| 634294 | 2011 GT53                | 20 maggio 2006    | Spacewatch                          |
| 634295 | 2011 GR54                | 11 marzo 2011     | Spacewatch                          |
| 634296 | 2011 GH58                | 6 febbraio 2007   | Spacewatch                          |
| 634297 | 2011 GJ58                | 7 febbraio 2003   | NEAT                                |
| 634298 | 2011 GV59                | 15 dicembre 2006  | Spacewatch                          |
| 634299 | 2011 GC79                | 31 maggio 2006    | Spacewatch                          |
| 634300 | 2011 GC80                | 13 aprile 2011    | Mount Lemmon Survey                 |

## 634301–634400
| Nome   | Designazione provvisoria | Data di scoperta  | Scopritore                              |
| ------ | ------------------------ | ----------------- | --------------------------------------- |
| 634301 | 2011 GV81                | 13 dicembre 1998  | Spacewatch                              |
| 634302 | 2011 GZ85                | 1 aprile 2011     | Mount Lemmon Survey                     |
| 634303 | 2011 GG87                | 22 maggio 2001    | J. L. Elliot, L. H. Wasserman           |
| 634304 | 2011 GM88                | 18 gennaio 2005   | Spacewatch                              |
| 634305 | 2011 GN92                | 5 aprile 2011     | Spacewatch                              |
| 634306 | 2011 GS102               | 3 aprile 2011     | Pan-STARRS                              |
| 634307 | 2011 GZ103               | 13 aprile 2011    | Spacewatch                              |
| 634308 | 2011 GJ106               | 6 aprile 2005     | Mount Lemmon Survey                     |
| 634309 | 2011 GS108               | 6 aprile 2011     | Mount Lemmon Survey                     |
| 634310 | 2011 HP3                 | 21 aprile 2011    | Pan-STARRS                              |
| 634311 | 2011 HU4                 | 21 aprile 2011    | Pan-STARRS                              |
| 634312 | 2011 HV5                 | 23 aprile 2011    | CSS                                     |
| 634313 | 2011 HW17                | 26 novembre 2005  | Mount Lemmon Survey                     |
| 634314 | 2011 HX25                | 15 gennaio 2004   | Spacewatch                              |
| 634315 | 2011 HF27                | 23 novembre 2006  | Mount Lemmon Survey                     |
| 634316 | 2011 HW34                | 29 aprile 2011    | Spacewatch                              |
| 634317 | 2011 HR37                | 10 marzo 2007     | Mount Lemmon Survey                     |
| 634318 | 2011 HM62                | 28 aprile 2011    | Mount Lemmon Survey                     |
| 634319 | 2011 HQ67                | 6 aprile 2011     | Spacewatch                              |
| 634320 | 2011 HB71                | 25 agosto 2003    | Cerro Tololo Obs.                       |
| 634321 | 2011 HF75                | 7 febbraio 2007   | Mount Lemmon Survey                     |
| 634322 | 2011 HZ76                | 12 marzo 2007     | CSS                                     |
| 634323 | 2011 HO81                | 1 novembre 2005   | Spacewatch                              |
| 634324 | 2011 HY83                | 27 aprile 2011    | Mount Lemmon Survey                     |
| 634325 | 2011 HX92                | 9 gennaio 2006    | Spacewatch                              |
| 634326 | 2011 HO94                | 7 ottobre 2008    | Mount Lemmon Survey                     |
| 634327 | 2011 HU94                | 27 aprile 2011    | Spacewatch                              |
| 634328 | 2011 HP97                | 11 settembre 2007 | Mount Lemmon Survey                     |
| 634329 | 2011 HK99                | 30 aprile 2011    | Pan-STARRS                              |
| 634330 | 2011 HN103               | 28 aprile 2011    | Mount Lemmon Survey                     |
| 634331 | 2011 JG                  | 1 maggio 2011     | IAA-AI                                  |
| 634332 | 2011 JT1                 | 2 giugno 2003     | Spacewatch                              |
| 634333 | 2011 JW4                 | 26 dicembre 2008  | W. Bickel                               |
| 634334 | 2011 JA5                 | 23 maggio 2001    | J. L. Elliot, L. H. Wasserman           |
| 634335 | 2011 JX22                | 1 maggio 2011     | Pan-STARRS                              |
| 634336 | 2011 JA25                | 13 aprile 2011    | Mount Lemmon Survey                     |
| 634337 | 2011 JK26                | 2 novembre 2002   | Osservatorio del Roque de los Muchachos |
| 634338 | 2011 JW27                | 22 giugno 2006    | Spacewatch                              |
| 634339 | 2011 JL28                | 13 maggio 2011    | Mount Lemmon Survey                     |
| 634340 | 2011 JD29                | 30 luglio 2003    | CINEOS                                  |
| 634341 | 2011 JG32                | 3 maggio 2011     | L. Elenin                               |
| 634342 | 2011 JX32                | 1 maggio 2011     | Mount Lemmon Survey                     |
| 634343 | 2011 JD39                | 8 maggio 2011     | Mount Lemmon Survey                     |
| 634344 | 2011 KN1                 | 21 maggio 2011    | Mount Lemmon Survey                     |
| 634345 | 2011 KH3                 | 13 marzo 2007     | Mount Lemmon Survey                     |
| 634346 | 2011 KL10                | 16 ottobre 2001   | Spacewatch                              |
| 634347 | 2011 KS21                | 31 maggio 2011    | Mount Lemmon Survey                     |
| 634348 | 2011 KQ22                | 31 maggio 2011    | Mount Lemmon Survey                     |
| 634349 | 2011 KX30                | 23 maggio 2011    | Mount Lemmon Survey                     |
| 634350 | 2011 KO39                | 21 febbraio 2007  | Spacewatch                              |
| 634351 | 2011 KZ41                | 24 maggio 2011    | Pan-STARRS                              |
| 634352 | 2011 KY44                | 25 novembre 2009  | Spacewatch                              |
| 634353 | 2011 KF46                | 8 aprile 2003     | Spacewatch                              |
| 634354 | 2011 KQ48                | 6 aprile 2011     | Mount Lemmon Survey                     |
| 634355 | 2011 KF54                | 1 aprile 2016     | Pan-STARRS                              |
| 634356 | 2011 KN57                | 28 maggio 2011    | Mount Lemmon Survey                     |
| 634357 | 2011 KT57                | 22 maggio 2011    | Mount Lemmon Survey                     |
| 634358 | 2011 KW59                | 24 maggio 2011    | Pan-STARRS                              |
| 634359 | 2011 LQ                  | 23 settembre 2008 | Spacewatch                              |
| 634360 | 2011 LU                  | 23 maggio 2011    | M. Schwartz, P. R. Holvorcem            |
| 634361 | 2011 LY5                 | 14 ottobre 2004   | Spacewatch                              |
| 634362 | 2011 LG7                 | 2 aprile 2006     | LONEOS                                  |
| 634363 | 2011 LS7                 | 5 giugno 2011     | Spacewatch                              |
| 634364 | 2011 LS15                | 18 marzo 2005     | SSS                                     |
| 634365 | 2011 LX17                | 29 aprile 2011    | Mount Lemmon Survey                     |
| 634366 | 2011 LE19                | 9 giugno 2011     | Mount Lemmon Survey                     |
| 634367 | 2011 LB28                | 24 marzo 2003     | Spacewatch                              |
| 634368 | 2011 LQ35                | 10 giugno 2011    | Mount Lemmon Survey                     |
| 634369 | 2011 NV1                 | 5 luglio 2011     | Haleakala-Faulkes                       |
| 634370 | 2011 OV2                 | 23 luglio 2011    | Pan-STARRS                              |
| 634371 | 2011 OP3                 | 22 luglio 2011    | Pan-STARRS                              |
| 634372 | 2011 OZ10                | 28 gennaio 2009   | C. Rinner, F. Kugel                     |
| 634373 | 2011 OJ15                | 5 maggio 2002     | NEAT                                    |
| 634374 | 2011 OL16                | 26 luglio 2011    | Pan-STARRS                              |
| 634375 | 2011 OK17                | 1 luglio 2011     | SSS                                     |
| 634376 | 2011 OP31                | 3 dicembre 2008   | Mount Lemmon Survey                     |
| 634377 | 2011 OV34                | 25 luglio 2006    | Mount Lemmon Survey                     |
| 634378 | 2011 OQ43                | 3 febbraio 2009   | Mount Lemmon Survey                     |
| 634379 | 2011 OG48                | 2 marzo 2006      | L. H. Wasserman, R. Millis              |
| 634380 | 2011 OH60                | 3 gennaio 2016    | Mount Lemmon Survey                     |
| 634381 | 2011 OY60                | 10 marzo 2005     | Mount Lemmon Survey                     |
| 634382 | 2011 OZ65                | 12 novembre 2001  | SDSS Collaboration                      |
| 634383 | 2011 OG68                | 3 ottobre 2013    | Pan-STARRS                              |
| 634384 | 2011 OA72                | 28 luglio 2011    | Pan-STARRS                              |
| 634385 | 2011 OQ73                | 27 luglio 2011    | Pan-STARRS                              |
| 634386 | 2011 OS73                | 25 luglio 2011    | Pan-STARRS                              |
| 634387 | 2011 OT73                | 27 luglio 2011    | Pan-STARRS                              |
| 634388 | 2011 PQ6                 | 27 settembre 2006 | Spacewatch                              |
| 634389 | 2011 PT7                 | 4 dicembre 2008   | Mount Lemmon Survey                     |
| 634390 | 2011 PQ13                | 4 agosto 2011     | Pan-STARRS                              |
| 634391 | 2011 PF14                | 25 settembre 2006 | Mount Lemmon Survey                     |
| 634392 | 2011 PE17                | 21 ottobre 2001   | Spacewatch                              |
| 634393 | 2011 PH20                | 4 gennaio 2016    | Pan-STARRS                              |
| 634394 | 2011 QD1                 | 19 agosto 2011    | Pan-STARRS                              |
| 634395 | 2011 QM2                 | 20 agosto 2011    | P. Birtwhistle                          |
| 634396 | 2011 QY7                 | 16 settembre 2006 | CSS                                     |
| 634397 | 2011 QJ13                | 30 giugno 2011    | L. Elenin                               |
| 634398 | 2011 QM18                | 21 agosto 2011    | C. Rinner, F. Kugel                     |
| 634399 | 2011 QU20                | 23 agosto 2011    | Pan-STARRS                              |
| 634400 | 2011 QK38                | 24 agosto 2011    | Pan-STARRS                              |

## 634401–634500
| Nome   | Designazione provvisoria | Data di scoperta  | Scopritore                   |
| ------ | ------------------------ | ----------------- | ---------------------------- |
| 634401 | 2011 QJ41                | 19 novembre 2008  | Mount Lemmon Survey          |
| 634402 | 2011 QS41                | 26 settembre 2000 | Spacewatch                   |
| 634403 | 2011 QP45                | 28 agosto 2011    | V. Gerke                     |
| 634404 | 2011 QA55                | 23 settembre 2003 | NEAT                         |
| 634405 | 2011 QB55                | 26 agosto 2011    | K. Sárneczky                 |
| 634406 | 2011 QS57                | 14 settembre 2007 | Osservatorio di Mauna Kea    |
| 634407 | 2011 QA58                | 2 ottobre 2006    | Mount Lemmon Survey          |
| 634408 | 2011 QC64                | 20 settembre 2003 | Spacewatch                   |
| 634409 | 2011 QH74                | 7 novembre 2005   | Osservatorio di Mauna Kea    |
| 634410 | 2011 QO79                | 23 agosto 2011    | Pan-STARRS                   |
| 634411 | 2011 QH84                | 9 maggio 2004     | Spacewatch                   |
| 634412 | 2011 QO84                | 24 agosto 2011    | Pan-STARRS                   |
| 634413 | 2011 QR87                | 27 agosto 2011    | L. Elenin                    |
| 634414 | 2011 QQ88                | 27 agosto 2011    | Pan-STARRS                   |
| 634415 | 2011 QA90                | 31 marzo 2009     | CSS                          |
| 634416 | 2011 QM105               | 8 dicembre 2012   | Mount Lemmon Survey          |
| 634417 | 2011 QU113               | 23 agosto 2011    | Pan-STARRS                   |
| 634418 | 2011 RW6                 | 5 settembre 2011  | Pan-STARRS                   |
| 634419 | 2011 RG11                | 1 marzo 2009      | Mount Lemmon Survey          |
| 634420 | 2011 RQ20                | 21 ottobre 2003   | Spacewatch                   |
| 634421 | 2011 RP27                | 4 settembre 2011  | Y. Ivaščenko, P. Kyrylenko   |
| 634422 | 2011 RQ27                | 4 settembre 2011  | Spacewatch                   |
| 634423 | 2011 RV33                | 4 settembre 2011  | Pan-STARRS                   |
| 634424 | 2011 RM34                | 3 settembre 2011  | R. Holmes                    |
| 634425 | 2011 SX1                 | 17 gennaio 2005   | Spacewatch                   |
| 634426 | 2011 SQ8                 | 7 ottobre 2004    | Spacewatch                   |
| 634427 | 2011 SN19                | 19 maggio 2010    | Mount Lemmon Survey          |
| 634428 | 2011 ST21                | 20 settembre 2011 | Pan-STARRS                   |
| 634429 | 2011 SX25                | 19 settembre 2011 | V. Gerke                     |
| 634430 | 2011 SS27                | 3 settembre 2002  | NEAT                         |
| 634431 | 2011 SH34                | 12 marzo 2005     | Spacewatch                   |
| 634432 | 2011 SW34                | 31 marzo 2009     | Mount Lemmon Survey          |
| 634433 | 2011 SJ37                | 14 ottobre 2007   | Mount Lemmon Survey          |
| 634434 | 2011 SO39                | 20 settembre 2011 | Pan-STARRS                   |
| 634435 | 2011 ST40                | 21 settembre 2011 | Mount Lemmon Survey          |
| 634436 | 2011 SE41                | 13 settembre 2007 | Spacewatch                   |
| 634437 | 2011 SL41                | 25 marzo 2003     | Osservatorio di Mauna Kea    |
| 634438 | 2011 SJ48                | 12 ottobre 2006   | Spacewatch                   |
| 634439 | 2011 SX58                | 8 marzo 2003      | Spacewatch                   |
| 634440 | 2011 SU59                | 18 settembre 2011 | Mount Lemmon Survey          |
| 634441 | 2011 SH60                | 16 ottobre 2006   | Spacewatch                   |
| 634442 | 2011 SY61                | 18 settembre 2011 | Mount Lemmon Survey          |
| 634443 | 2011 SP63                | 25 novembre 2006  | Spacewatch                   |
| 634444 | 2011 SW64                | 23 settembre 2011 | Pan-STARRS                   |
| 634445 | 2011 SR71                | 24 settembre 2011 | Pan-STARRS                   |
| 634446 | 2011 ST73                | 16 ottobre 2007   | Mount Lemmon Survey          |
| 634447 | 2011 SB79                | 5 dicembre 2007   | Mount Lemmon Survey          |
| 634448 | 2011 SD81                | 26 settembre 2003 | SDSS Collaboration           |
| 634449 | 2011 SC101               | 1 maggio 2006     | Spacewatch                   |
| 634450 | 2011 SZ101               | 24 settembre 2011 | Mount Lemmon Survey          |
| 634451 | 2011 ST110               | 26 settembre 2007 | Mount Lemmon Survey          |
| 634452 | 2011 SC114               | 28 agosto 2011    | SSS                          |
| 634453 | 2011 SV114               | 3 ottobre 2002    | NEAT                         |
| 634454 | 2011 SW116               | 16 ottobre 2007   | Mount Lemmon Survey          |
| 634455 | 2011 SH121               | 18 settembre 2011 | Mount Lemmon Survey          |
| 634456 | 2011 SB154               | 4 settembre 2011  | Pan-STARRS                   |
| 634457 | 2011 SX154               | 28 marzo 2009     | Mount Lemmon Survey          |
| 634458 | 2011 SQ155               | 8 ottobre 2007    | Mount Lemmon Survey          |
| 634459 | 2011 SM159               | 9 giugno 2010     | M. Schwartz, P. R. Holvorcem |
| 634460 | 2011 SF177               | 4 aprile 2003     | Spacewatch                   |
| 634461 | 2011 SR190               | 29 settembre 2011 | Mount Lemmon Survey          |
| 634462 | 2011 SE201               | 11 settembre 2007 | Spacewatch                   |
| 634463 | 2011 SZ204               | 20 settembre 2011 | Mount Lemmon Survey          |
| 634464 | 2011 SU227               | 12 ottobre 2007   | Mount Lemmon Survey          |
| 634465 | 2011 SP232               | 30 settembre 2011 | P. Birtwhistle               |
| 634466 | 2011 SF240               | 26 settembre 2011 | Mount Lemmon Survey          |
| 634467 | 2011 SB247               | 29 settembre 2011 | Mount Lemmon Survey          |
| 634468 | 2011 SA250               | 28 giugno 2011    | Mount Lemmon Survey          |
| 634469 | 2011 SX252               | 7 settembre 2011  | Spacewatch                   |
| 634470 | 2011 SH260               | 29 settembre 2011 | Mount Lemmon Survey          |
| 634471 | 2011 SB263               | 4 febbraio 2005   | Spacewatch                   |
| 634472 | 2011 SA272               | 11 marzo 2003     | Spacewatch                   |
| 634473 | 2011 SO272               | 16 marzo 2004     | Spacewatch                   |
| 634474 | 2011 SE275               | 20 settembre 2011 | Spacewatch                   |
| 634475 | 2011 SP277               | 2 novembre 2010   | Spacewatch                   |
| 634476 | 2011 SQ279               | 29 settembre 2000 | Spacewatch                   |
| 634477 | 2011 SA282               | 25 settembre 2011 | Pan-STARRS                   |
| 634478 | 2011 SS282               | 31 agosto 2005    | Spacewatch                   |
| 634479 | 2011 SW282               | 20 ottobre 2012   | Mount Lemmon Survey          |
| 634480 | 2011 SP283               | 20 settembre 2011 | Pan-STARRS                   |
| 634481 | 2011 SM284               | 24 maggio 2003    | Spacewatch                   |
| 634482 | 2011 SY284               | 26 ottobre 2013   | Mount Lemmon Survey          |
| 634483 | 2011 SC295               | 9 ottobre 2012    | Mount Lemmon Survey          |
| 634484 | 2011 SK295               | 24 settembre 2011 | Mount Lemmon Survey          |
| 634485 | 2011 SL296               | 30 settembre 2017 | Pan-STARRS                   |
| 634486 | 2011 SJ304               | 24 settembre 2011 | Pan-STARRS                   |
| 634487 | 2011 SX306               | 26 settembre 2011 | Pan-STARRS                   |
| 634488 | 2011 SB307               | 18 settembre 2011 | Mount Lemmon Survey          |
| 634489 | 2011 SE308               | 23 settembre 2011 | Pan-STARRS                   |
| 634490 | 2011 SJ308               | 27 settembre 2011 | Mount Lemmon Survey          |
| 634491 | 2011 SZ309               | 19 settembre 2011 | Pan-STARRS                   |
| 634492 | 2011 SU323               | 18 settembre 2011 | Mount Lemmon Survey          |
| 634493 | 2011 SJ328               | 26 gennaio 2015   | Pan-STARRS                   |
| 634494 | 2011 SU329               | 21 settembre 2011 | Mount Lemmon Survey          |
| 634495 | 2011 SV332               | 24 settembre 2011 | Mount Lemmon Survey          |
| 634496 | 2011 SL340               | 23 settembre 2011 | Spacewatch                   |
| 634497 | 2011 SL346               | 19 settembre 2011 | Pan-STARRS                   |
| 634498 | 2011 SS349               | 3 febbraio 2008   | Spacewatch                   |
| 634499 | 2011 SW355               | 26 settembre 2011 | Pan-STARRS                   |
| 634500 | 2011 TV1                 | 29 agosto 2011    | K. Sárneczky                 |

## 634501–634600
| Nome          | Designazione provvisoria | Data di scoperta  | Scopritore                   |
| ------------- | ------------------------ | ----------------- | ---------------------------- |
| 634501        | 2011 TA8                 | 9 febbraio 2008   | Mount Lemmon Survey          |
| 634502        | 2011 TA24                | 1 ottobre 2011    | Spacewatch                   |
| 634503        | 2011 UK3                 | 26 settembre 2000 | AMOS                         |
| 634504        | 2011 UB20                | 17 dicembre 2007  | Osservatorio Lulin           |
| 634505        | 2011 UO27                | 17 ottobre 2011   | Spacewatch                   |
| 634506        | 2011 UM28                | 28 marzo 2003     | LONEOS                       |
| 634507        | 2011 US28                | 8 agosto 2011     | L. Elenin                    |
| 634508        | 2011 UM32                | 24 settembre 2011 | L. Elenin                    |
| 634509        | 2011 US33                | 19 ottobre 2011   | L. Elenin                    |
| 634510        | 2011 UW38                | 22 ottobre 2006   | Spacewatch                   |
| 634511        | 2011 UQ62                | 19 ottobre 2011   | Pan-STARRS                   |
| 634512        | 2011 UE68                | 3 ottobre 2000    | LINEAR                       |
| 634513        | 2011 US71                | 27 gennaio 2004   | Spacewatch                   |
| 634514        | 2011 UP111               | 24 febbraio 2001  | AMOS                         |
| 634515        | 2011 UH114               | 22 dicembre 2003  | Spacewatch                   |
| 634516        | 2011 UV116               | 16 ottobre 2011   | Spacewatch                   |
| 634517        | 2011 UP120               | 30 agosto 2005    | Spacewatch                   |
| 634518        | 2011 US128               | 27 agosto 2006    | Spacewatch                   |
| 634519        | 2011 UQ129               | 21 ottobre 2011   | Mount Lemmon Survey          |
| 634520        | 2011 UB130               | 12 luglio 2005    | Mount Lemmon Survey          |
| 634521        | 2011 UM135               | 23 marzo 2003     | Spacewatch                   |
| 634522        | 2011 UR137               | 11 marzo 2003     | NEAT                         |
| 634523        | 2011 UG148               | 24 novembre 2003  | Spacewatch                   |
| 634524        | 2011 UQ158               | 13 febbraio 2004  | Spacewatch                   |
| 634525        | 2011 UP167               | 21 settembre 2011 | Spacewatch                   |
| 634526        | 2011 UV179               | 29 giugno 2005    | Spacewatch                   |
| 634527        | 2011 UB182               | 20 febbraio 2009  | F. Hormuth                   |
| 634528        | 2011 UM188               | 27 agosto 2005    | NEAT                         |
| 634529        | 2011 UX188               | 8 marzo 2003      | Spacewatch                   |
| 634530        | 2011 UK190               | 8 ottobre 2002    | NEAT                         |
| 634531        | 2011 UM193               | 25 agosto 2005    | NEAT                         |
| 634532        | 2011 US194               | 4 novembre 2007   | Spacewatch                   |
| 634533        | 2011 UM195               | 24 ottobre 2011   | Pan-STARRS                   |
| 634534        | 2011 US207               | 24 ottobre 2011   | Mount Lemmon Survey          |
| 634535        | 2011 UN209               | 6 dicembre 2007   | Spacewatch                   |
| 634536        | 2011 UA229               | 21 settembre 2011 | Spacewatch                   |
| 634537        | 2011 UG250               | 22 ottobre 2011   | Spacewatch                   |
| 634538        | 2011 UY286               | 19 agosto 2006    | Spacewatch                   |
| 634539 Kuvaev | 2011 UQ289               | 28 ottobre 2011   | T. V. Kryachko, B. Satovskij |
| 634540        | 2011 UP290               | 30 settembre 2005 | Osservatorio di Mauna Kea    |
| 634541        | 2011 UU294               | 17 gennaio 2004   | NEAT                         |
| 634542        | 2011 UC316               | 23 aprile 2009    | Mount Lemmon Survey          |
| 634543        | 2011 UD334               | 15 aprile 2008    | Mount Lemmon Survey          |
| 634544        | 2011 UO340               | 23 settembre 2005 | Spacewatch                   |
| 634545        | 2011 UB344               | 21 dicembre 2007  | Mount Lemmon Survey          |
| 634546        | 2011 UM344               | 19 ottobre 2011   | Spacewatch                   |
| 634547        | 2011 UC370               | 23 ottobre 2011   | Spacewatch                   |
| 634548        | 2011 UP373               | 28 settembre 2011 | Spacewatch                   |
| 634549        | 2011 UA376               | 3 febbraio 2005   | P. Kocher                    |
| 634550        | 2011 UN378               | 23 ottobre 2011   | Mount Lemmon Survey          |
| 634551        | 2011 UC394               | 28 ottobre 2011   | Mount Lemmon Survey          |
| 634552        | 2011 UQ394               | 3 ottobre 2011    | K. Sárneczky                 |
| 634553        | 2011 UN396               | 15 aprile 2010    | Spacewatch                   |
| 634554        | 2011 UC403               | 18 novembre 2006  | Mount Lemmon Survey          |
| 634555        | 2011 UY413               | 24 ottobre 2011   | Pan-STARRS                   |
| 634556        | 2011 UZ413               | 5 dicembre 2007   | Spacewatch                   |
| 634557        | 2011 UC414               | 27 gennaio 2004   | Spacewatch                   |
| 634558        | 2011 UD416               | 24 ottobre 2011   | Spacewatch                   |
| 634559        | 2011 UD420               | 27 ottobre 2011   | T. V. Kryachko, B. Satovskij |
| 634560        | 2011 UO420               | 5 ottobre 2016    | Mount Lemmon Survey          |
| 634561        | 2011 UR433               | 21 novembre 2006  | Mount Lemmon Survey          |
| 634562        | 2011 UF434               | 10 gennaio 2013   | Pan-STARRS                   |
| 634563        | 2011 VA18                | 19 marzo 2009     | Spacewatch                   |
| 634564        | 2011 VZ21                | 20 ottobre 2011   | Mount Lemmon Survey          |
| 634565        | 2011 WA24                | 26 ottobre 2011   | Pan-STARRS                   |
| 634566        | 2011 WF25                | 18 ottobre 2011   | Mount Lemmon Survey          |
| 634567        | 2011 WU29                | 2 ottobre 2006    | Mount Lemmon Survey          |
| 634568        | 2011 WD41                | 24 novembre 2011  | Pan-STARRS                   |
| 634569        | 2011 WO44                | 9 aprile 2005     | Mount Lemmon Survey          |
| 634570        | 2011 WK46                | 26 novembre 2011  | Pan-STARRS                   |
| 634571        | 2011 WL53                | 27 ottobre 2006   | Spacewatch                   |
| 634572        | 2011 WB60                | 26 ottobre 2011   | Pan-STARRS                   |
| 634573        | 2011 WC62                | 3 novembre 2011   | Spacewatch                   |
| 634574        | 2011 WL67                | 3 settembre 2005  | Osservatorio di Mauna Kea    |
| 634575        | 2011 WN75                | 8 giugno 2002     | LINEAR                       |
| 634576        | 2011 WM86                | 22 novembre 2011  | Mount Lemmon Survey          |
| 634577        | 2011 WN108               | 26 ottobre 2011   | Pan-STARRS                   |
| 634578        | 2011 WG133               | 22 dicembre 2003  | Spacewatch                   |
| 634579        | 2011 WU135               | 12 ottobre 2006   | NEAT                         |
| 634580        | 2011 WB137               | 16 novembre 2011  | Mount Lemmon Survey          |
| 634581        | 2011 WK142               | 3 dicembre 2007   | Spacewatch                   |
| 634582        | 2011 WO157               | 3 novembre 2011   | Spacewatch                   |
| 634583        | 2011 WF184               | 25 novembre 2011  | Pan-STARRS                   |
| 634584        | 2011 YT                  | 19 agosto 2006    | NEAT                         |
| 634585        | 2011 YV5                 | 17 settembre 2009 | Spacewatch                   |
| 634586        | 2011 YB28                | 9 febbraio 2008   | Mount Lemmon Survey          |
| 634587        | 2011 YK32                | 14 ottobre 2010   | Mount Lemmon Survey          |
| 634588        | 2011 YA39                | 18 gennaio 2004   | Spacewatch                   |
| 634589        | 2011 YB48                | 29 dicembre 2003  | Spacewatch                   |
| 634590        | 2011 YA55                | 29 dicembre 2011  | Spacewatch                   |
| 634591        | 2011 YU71                | 28 settembre 2009 | Mount Lemmon Survey          |
| 634592        | 2011 YM83                | 2 agosto 2016     | Pan-STARRS                   |
| 634593        | 2011 YD96                | 29 dicembre 2011  | Mount Lemmon Survey          |
| 634594        | 2012 AG4                 | 1 gennaio 2012    | Mount Lemmon Survey          |
| 634595        | 2012 AJ4                 | 28 ottobre 2001   | NEAT                         |
| 634596        | 2012 AC8                 | 8 ottobre 2008    | Spacewatch                   |
| 634597        | 2012 AM12                | 22 ottobre 2009   | Mount Lemmon Survey          |
| 634598        | 2012 AZ20                | 5 luglio 2003     | Spacewatch                   |
| 634599        | 2012 AA34                | 2 gennaio 2012    | Mount Lemmon Survey          |
| 634600        | 2012 BJ                  | 13 dicembre 2006  | Mount Lemmon Survey          |

## 634601–634700
| Nome           | Designazione provvisoria | Data di scoperta  | Scopritore               |
| -------------- | ------------------------ | ----------------- | ------------------------ |
| 634601         | 2012 BT2                 | 5 giugno 2005     | Spacewatch               |
| 634602         | 2012 BM3                 | 7 febbraio 2008   | Spacewatch               |
| 634603         | 2012 BQ14                | 20 agosto 2006    | NEAT                     |
| 634604         | 2012 BA42                | 5 novembre 1996   | Spacewatch               |
| 634605         | 2012 BN46                | 22 agosto 2004    | Spacewatch               |
| 634606         | 2012 BZ48                | 19 settembre 2003 | Spacewatch               |
| 634607         | 2012 BV58                | 13 febbraio 2008  | Spacewatch               |
| 634608         | 2012 BW58                | 1 aprile 2008     | Mount Lemmon Survey      |
| 634609         | 2012 BD62                | 1 aprile 2003     | SDSS Collaboration       |
| 634610         | 2012 BT65                | 20 gennaio 2012   | Mount Lemmon Survey      |
| 634611         | 2012 BY69                | 17 giugno 2004    | Spacewatch               |
| 634612         | 2012 BF85                | 5 novembre 2005   | Mount Lemmon Survey      |
| 634613         | 2012 BH89                | 8 dicembre 2010   | L. Elenin                |
| 634614         | 2012 BT91                | 20 dicembre 2011  | M. Ory                   |
| 634615         | 2012 BF92                | 19 febbraio 2009  | Spacewatch               |
| 634616         | 2012 BP94                | 21 febbraio 2009  | Spacewatch               |
| 634617         | 2012 BQ108               | 1 novembre 2005   | Mount Lemmon Survey      |
| 634618         | 2012 BN109               | 18 ottobre 2001   | NEAT                     |
| 634619         | 2012 BN111               | 8 ottobre 2004    | Spacewatch               |
| 634620         | 2012 BN128               | 30 gennaio 2012   | Mount Lemmon Survey      |
| 634621         | 2012 BW128               | 29 gennaio 2012   | Spacewatch               |
| 634622         | 2012 BD137               | 22 agosto 2003    | NEAT                     |
| 634623         | 2012 BB141               | 17 settembre 2010 | Mount Lemmon Survey      |
| 634624         | 2012 BL141               | 21 settembre 2004 | Spacewatch               |
| 634625         | 2012 BN143               | 13 febbraio 2008  | Mount Lemmon Survey      |
| 634626         | 2012 BW144               | 1 novembre 2005   | Spacewatch               |
| 634627         | 2012 BA147               | 30 ottobre 2005   | V. S. Casulli            |
| 634628         | 2012 BH148               | 9 novembre 2007   | Mount Lemmon Survey      |
| 634629         | 2012 BB156               | 29 febbraio 2008  | Spacewatch               |
| 634630         | 2012 BK157               | 27 settembre 2003 | Spacewatch               |
| 634631         | 2012 BJ181               | 18 gennaio 2012   | Mount Lemmon Survey      |
| 634632         | 2012 BU181               | 19 gennaio 2012   | Mount Lemmon Survey      |
| 634633         | 2012 BO185               | 20 novembre 2009  | Mount Lemmon Survey      |
| 634634         | 2012 CB6                 | 23 febbraio 2007  | Spacewatch               |
| 634635         | 2012 CS9                 | 4 gennaio 2001    | AMOS                     |
| 634636         | 2012 CQ21                | 13 febbraio 2012  | Pan-STARRS               |
| 634637         | 2012 CL23                | 11 novembre 2004  | Spacewatch               |
| 634638         | 2012 CG24                | 8 maggio 2006     | Mount Lemmon Survey      |
| 634639         | 2012 CU38                | 30 agosto 2005    | NEAT                     |
| 634640         | 2012 CW43                | 14 ottobre 2004   | NEAT                     |
| 634641         | 2012 CV45                | 1 ottobre 2008    | Mount Lemmon Survey      |
| 634642         | 2012 CL46                | 16 settembre 2009 | CSS                      |
| 634643         | 2012 CY52                | 29 agosto 2009    | W. Ries                  |
| 634644         | 2012 CH66                | 3 febbraio 2012   | Pan-STARRS               |
| 634645         | 2012 DU4                 | 16 aprile 2009    | Spacewatch               |
| 634646         | 2012 DJ8                 | 27 ottobre 2005   | Mount Lemmon Survey      |
| 634647         | 2012 DV18                | 18 gennaio 2012   | CSS                      |
| 634648         | 2012 DE20                | 13 aprile 2002    | NEAT                     |
| 634649         | 2012 DK20                | 4 settembre 2010  | Spacewatch               |
| 634650         | 2012 DT33                | 23 agosto 2001    | AMOS                     |
| 634651         | 2012 DY40                | 26 febbraio 2012  | C. Rinner                |
| 634652         | 2012 DG51                | 15 marzo 2002     | NEAT                     |
| 634653         | 2012 DU54                | 20 marzo 2007     | C. Vuissoz               |
| 634654         | 2012 DL62                | 1 marzo 2012      | CSS                      |
| 634655         | 2012 DA73                | 26 febbraio 2012  | Pan-STARRS               |
| 634656         | 2012 DR73                | 1 agosto 2000     | M. W. Buie, S. D. Kern   |
| 634657         | 2012 DJ74                | 16 settembre 2003 | Spacewatch               |
| 634658         | 2012 DB77                | 28 febbraio 2012  | Pan-STARRS               |
| 634659 Colombo | 2012 DQ85                | 23 febbraio 2012  | R. P. Boyle, V. Laugalys |
| 634660         | 2012 DR97                | 12 aprile 2002    | NEAT                     |
| 634661         | 2012 DB105               | 16 dicembre 2006  | Spacewatch               |
| 634662         | 2012 DK116               | 24 febbraio 2012  | Mount Lemmon Survey      |
| 634663         | 2012 DF117               | 25 febbraio 2012  | Mount Lemmon Survey      |
| 634664         | 2012 EM4                 | 31 gennaio 2012   | L. Elenin                |
| 634665         | 2012 EB7                 | 10 maggio 2004    | Spacewatch               |
| 634666         | 2012 ED8                 | 28 febbraio 2012  | Pan-STARRS               |
| 634667         | 2012 EG16                | 30 agosto 2000    | Spacewatch               |
| 634668         | 2012 EE17                | 29 settembre 2009 | Mount Lemmon Survey      |
| 634669         | 2012 EG20                | 14 marzo 2012     | Mount Lemmon Survey      |
| 634670         | 2012 EL22                | 11 ottobre 2006   | Spacewatch               |
| 634671         | 2012 EF29                | 13 marzo 2012     | Mount Lemmon Survey      |
| 634672         | 2012 EG29                | 15 marzo 2012     | Mount Lemmon Survey      |
| 634673         | 2012 EX30                | 13 marzo 2012     | Spacewatch               |
| 634674         | 2012 FZ                  | 16 marzo 2012     | Pan-STARRS               |
| 634675         | 2012 FB5                 | 28 agosto 2006    | Spacewatch               |
| 634676         | 2012 FA15                | 21 ottobre 2006   | Mount Lemmon Survey      |
| 634677         | 2012 FF16                | 7 settembre 2000  | Spacewatch               |
| 634678         | 2012 FJ17                | 17 marzo 2012     | Mount Lemmon Survey      |
| 634679         | 2012 FZ17                | 17 marzo 2012     | Mount Lemmon Survey      |
| 634680         | 2012 FW21                | 2 maggio 2009     | Alianza S4 Obs.          |
| 634681         | 2012 FJ40                | 26 agosto 2003    | Cerro Tololo Obs.        |
| 634682         | 2012 FE41                | 13 marzo 2012     | Mount Lemmon Survey      |
| 634683         | 2012 FX41                | 6 maggio 2002     | NEAT                     |
| 634684         | 2012 FW49                | 27 febbraio 2012  | Pan-STARRS               |
| 634685         | 2012 FZ49                | 22 settembre 2003 | Spacewatch               |
| 634686         | 2012 FO58                | 20 novembre 2006  | Spacewatch               |
| 634687         | 2012 FP59                | 22 settembre 2004 | Spacewatch               |
| 634688         | 2012 FR63                | 26 agosto 2003    | Cerro Tololo Obs.        |
| 634689         | 2012 FW66                | 30 luglio 2008    | Spacewatch               |
| 634690         | 2012 FH70                | 19 febbraio 2003  | NEAT                     |
| 634691         | 2012 FZ74                | 9 febbraio 2005   | A. Boattini              |
| 634692         | 2012 FK81                | 10 febbraio 2016  | Pan-STARRS               |
| 634693         | 2012 FF85                | 22 marzo 2012     | Mount Lemmon Survey      |
| 634694         | 2012 FV85                | 21 marzo 2012     | Mount Lemmon Survey      |
| 634695         | 2012 FH98                | 7 ottobre 2016    | Pan-STARRS               |
| 634696         | 2012 FN105               | 16 marzo 2012     | Mount Lemmon Survey      |
| 634697         | 2012 FJ109               | 17 marzo 2012     | Mount Lemmon Survey      |
| 634698         | 2012 FQ110               | 23 febbraio 2007  | Spacewatch               |
| 634699         | 2012 FZ113               | 2 novembre 2007   | Mount Lemmon Survey      |
| 634700         | 2012 FZ117               | 16 marzo 2012     | Mount Lemmon Survey      |

## 634701–634800
| Nome   | Designazione provvisoria | Data di scoperta  | Scopritore            |
| ------ | ------------------------ | ----------------- | --------------------- |
| 634701 | 2012 GU3                 | 11 aprile 2012    | Mount Lemmon Survey   |
| 634702 | 2012 GH4                 | 6 maggio 2002     | Spacewatch            |
| 634703 | 2012 GL6                 | 8 ottobre 2004    | Spacewatch            |
| 634704 | 2012 GK8                 | 10 novembre 2010  | Spacewatch            |
| 634705 | 2012 GN14                | 1 aprile 2012     | Mount Lemmon Survey   |
| 634706 | 2012 GR15                | 5 dicembre 1999   | Spacewatch            |
| 634707 | 2012 GS15                | 13 aprile 2012    | Pan-STARRS            |
| 634708 | 2012 GF20                | 13 aprile 2012    | W. Bickel             |
| 634709 | 2012 GR32                | 26 ottobre 2009   | Spacewatch            |
| 634710 | 2012 GT32                | 14 gennaio 2011   | Mount Lemmon Survey   |
| 634711 | 2012 GX32                | 11 marzo 2005     | Mount Lemmon Survey   |
| 634712 | 2012 GE33                | 28 settembre 2003 | SDSS Collaboration    |
| 634713 | 2012 GZ33                | 23 marzo 2003     | NEAT                  |
| 634714 | 2012 GT35                | 19 settembre 2003 | Spacewatch            |
| 634715 | 2012 GK36                | 13 gennaio 2005   | Spacewatch            |
| 634716 | 2012 GV38                | 25 aprile 2007    | Mount Lemmon Survey   |
| 634717 | 2012 GO39                | 25 ottobre 2000   | Spacewatch            |
| 634718 | 2012 GG49                | 15 aprile 2012    | Pan-STARRS            |
| 634719 | 2012 GC51                | 1 aprile 2012     | Mount Lemmon Survey   |
| 634720 | 2012 HR4                 | 19 febbraio 2001  | LINEAR                |
| 634721 | 2012 HS6                 | 8 marzo 2005      | Mount Lemmon Survey   |
| 634722 | 2012 HP34                | 18 ottobre 2006   | Spacewatch            |
| 634723 | 2012 HY34                | 19 novembre 2003  | NEAT                  |
| 634724 | 2012 HP44                | 4 novembre 2007   | Spacewatch            |
| 634725 | 2012 HD46                | 5 gennaio 2012    | Pan-STARRS            |
| 634726 | 2012 HE46                | 20 aprile 2012    | SSS                   |
| 634727 | 2012 HV55                | 16 aprile 2012    | Pan-STARRS            |
| 634728 | 2012 HW57                | 2 ottobre 2003    | Spacewatch            |
| 634729 | 2012 HW64                | 18 ottobre 2003   | SDSS Collaboration    |
| 634730 | 2012 HE65                | 24 ottobre 2003   | Spacewatch            |
| 634731 | 2012 HY66                | 29 aprile 2002    | NEAT                  |
| 634732 | 2012 HF74                | 10 maggio 2005    | Mount Lemmon Survey   |
| 634733 | 2012 HG74                | 4 novembre 2007   | Spacewatch            |
| 634734 | 2012 HR76                | 16 ottobre 2007   | Mount Lemmon Survey   |
| 634735 | 2012 HA78                | 18 ottobre 2009   | Mount Lemmon Survey   |
| 634736 | 2012 HX78                | 18 agosto 2009    | Spacewatch            |
| 634737 | 2012 HT87                | 18 aprile 2012    | Mount Lemmon Survey   |
| 634738 | 2012 HP93                | 3 gennaio 2016    | Pan-STARRS            |
| 634739 | 2012 HJ105               | 27 aprile 2012    | Pan-STARRS            |
| 634740 | 2012 HN105               | 21 aprile 2012    | Pan-STARRS            |
| 634741 | 2012 JY                  | 3 febbraio 2011   | Z. Kuli, K. Sárneczky |
| 634742 | 2012 JH1                 | 15 dicembre 2004  | Spacewatch            |
| 634743 | 2012 JS2                 | 13 maggio 2005    | Spacewatch            |
| 634744 | 2012 JS7                 | 19 novembre 2003  | Spacewatch            |
| 634745 | 2012 JS13                | 14 maggio 2012    | Mount Lemmon Survey   |
| 634746 | 2012 JY14                | 22 aprile 2012    | Spacewatch            |
| 634747 | 2012 JN15                | 26 settembre 2003 | SDSS Collaboration    |
| 634748 | 2012 JH18                | 2 gennaio 2011    | Mount Lemmon Survey   |
| 634749 | 2012 JC28                | 1 maggio 2003     | Spacewatch            |
| 634750 | 2012 JS29                | 28 febbraio 2008  | Mount Lemmon Survey   |
| 634751 | 2012 JR33                | 18 dicembre 1999  | Spacewatch            |
| 634752 | 2012 JD34                | 19 settembre 2009 | Mount Lemmon Survey   |
| 634753 | 2012 JO34                | 26 febbraio 2012  | Mount Lemmon Survey   |
| 634754 | 2012 JE36                | 31 gennaio 2012   | Pan-STARRS            |
| 634755 | 2012 JK41                | 13 febbraio 2002  | Spacewatch            |
| 634756 | 2012 JK43                | 15 maggio 2012    | Mount Lemmon Survey   |
| 634757 | 2012 JD48                | 21 agosto 2006    | Spacewatch            |
| 634758 | 2012 JS49                | 28 gennaio 2011   | Mount Lemmon Survey   |
| 634759 | 2012 JV65                | 15 maggio 2012    | Pan-STARRS            |
| 634760 | 2012 JK67                | 6 novembre 2010   | Mount Lemmon Survey   |
| 634761 | 2012 JK71                | 1 maggio 2012     | Mount Lemmon Survey   |
| 634762 | 2012 JR71                | 21 ottobre 2009   | Mount Lemmon Survey   |
| 634763 | 2012 JS71                | 1 maggio 2012     | Mount Lemmon Survey   |
| 634764 | 2012 KB1                 | 30 agosto 2005    | NEAT                  |
| 634765 | 2012 KM3                 | 17 maggio 2012    | Mount Lemmon Survey   |
| 634766 | 2012 KT5                 | 27 dicembre 2006  | Mount Lemmon Survey   |
| 634767 | 2012 KT13                | 22 ottobre 2003   | SDSS Collaboration    |
| 634768 | 2012 KC14                | 14 gennaio 2008   | Spacewatch            |
| 634769 | 2012 KU15                | 4 luglio 2002     | Spacewatch            |
| 634770 | 2012 KW22                | 27 aprile 2012    | Pan-STARRS            |
| 634771 | 2012 KE30                | 26 settembre 2003 | SDSS Collaboration    |
| 634772 | 2012 KG30                | 2 aprile 2005     | Spacewatch            |
| 634773 | 2012 KM34                | 16 maggio 2012    | Mount Lemmon Survey   |
| 634774 | 2012 KD40                | 16 dicembre 2007  | Spacewatch            |
| 634775 | 2012 KN41                | 20 maggio 2012    | Mount Lemmon Survey   |
| 634776 | 2012 KQ41                | 22 agosto 2004    | Spacewatch            |
| 634777 | 2012 KH53                | 13 settembre 2013 | CSS                   |
| 634778 | 2012 KM60                | 21 maggio 2012    | Mount Lemmon Survey   |
| 634779 | 2012 LM                  | 22 maggio 2012    | ESA OGS               |
| 634780 | 2012 LU9                 | 22 ottobre 2003   | Spacewatch            |
| 634781 | 2012 LK18                | 1 agosto 2005     | SSS                   |
| 634782 | 2012 LV19                | 4 marzo 2006      | Spacewatch            |
| 634783 | 2012 LU23                | 29 settembre 2009 | Mount Lemmon Survey   |
| 634784 | 2012 ML8                 | 4 luglio 2005     | NEAT                  |
| 634785 | 2012 MB10                | 14 aprile 2008    | Mount Lemmon Survey   |
| 634786 | 2012 MD12                | 16 giugno 2012    | Pan-STARRS            |
| 634787 | 2012 MU13                | 4 maggio 2006     | Spacewatch            |
| 634788 | 2012 MS16                | 28 agosto 2005    | LONEOS                |
| 634789 | 2012 NU1                 | 23 aprile 2006    | LONEOS                |
| 634790 | 2012 OT3                 | 27 aprile 2001    | Spacewatch            |
| 634791 | 2012 OG6                 | 5 luglio 2005     | Spacewatch            |
| 634792 | 2012 PF2                 | 29 gennaio 2003   | Spacewatch            |
| 634793 | 2012 PC3                 | 8 agosto 2012     | Pan-STARRS            |
| 634794 | 2012 PU12                | 10 agosto 2012    | Spacewatch            |
| 634795 | 2012 PC16                | 29 giugno 2005    | NEAT                  |
| 634796 | 2012 PJ18                | 6 agosto 2012     | Pan-STARRS            |
| 634797 | 2012 PM18                | 27 agosto 2005    | NEAT                  |
| 634798 | 2012 PZ18                | 24 aprile 2001    | LONEOS                |
| 634799 | 2012 PO23                | 29 luglio 2005    | NEAT                  |
| 634800 | 2012 PX23                | 17 gennaio 2010   | C. Rinner, F. Kugel   |

## 634801–634900
| Nome   | Designazione provvisoria | Data di scoperta  | Scopritore                    |
| ------ | ------------------------ | ----------------- | ----------------------------- |
| 634801 | 2012 PG28                | 28 luglio 2005    | NEAT                          |
| 634802 | 2012 PX28                | 13 agosto 2012    | Pan-STARRS                    |
| 634803 | 2012 PQ29                | 10 febbraio 2000  | Spacewatch                    |
| 634804 | 2012 PZ34                | 4 marzo 2006      | CSS                           |
| 634805 | 2012 PH35                | 11 agosto 2012    | SSS                           |
| 634806 | 2012 PY36                | 5 luglio 2005     | NEAT                          |
| 634807 | 2012 PQ45                | 14 agosto 2012    | Pan-STARRS                    |
| 634808 | 2012 PD52                | 13 agosto 2012    | L. Bernasconi                 |
| 634809 | 2012 PE57                | 13 agosto 2012    | Pan-STARRS                    |
| 634810 | 2012 PC58                | 10 agosto 2012    | Spacewatch                    |
| 634811 | 2012 QG7                 | 21 maggio 2011    | Mount Lemmon Survey           |
| 634812 | 2012 QB14                | 19 agosto 2012    | IAA-AI                        |
| 634813 | 2012 QR16                | 23 ottobre 2003   | SDSS Collaboration            |
| 634814 | 2012 QL19                | 24 agosto 2005    | NEAT                          |
| 634815 | 2012 QX23                | 30 settembre 2005 | Mount Lemmon Survey           |
| 634816 | 2012 QK27                | 30 agosto 2005    | NEAT                          |
| 634817 | 2012 QM32                | 19 dicembre 2009  | Mount Lemmon Survey           |
| 634818 | 2012 QS32                | 25 agosto 2012    | Spacewatch                    |
| 634819 | 2012 QX35                | 25 agosto 2012    | Spacewatch                    |
| 634820 | 2012 QL38                | 31 agosto 2005    | Spacewatch                    |
| 634821 | 2012 QT42                | 7 febbraio 2011   | L. Elenin                     |
| 634822 | 2012 QG47                | 17 agosto 2012    | Pan-STARRS                    |
| 634823 | 2012 QA49                | 27 marzo 2003     | NEAT                          |
| 634824 | 2012 QV49                | 2 agosto 2001     | NEAT                          |
| 634825 | 2012 QR52                | 26 agosto 2012    | Pan-STARRS                    |
| 634826 | 2012 QO69                | 17 agosto 2012    | Pan-STARRS                    |
| 634827 | 2012 QC73                | 26 agosto 2012    | Pan-STARRS                    |
| 634828 | 2012 QK76                | 26 agosto 2012    | Spacewatch                    |
| 634829 | 2012 QJ82                | 26 agosto 2012    | Pan-STARRS                    |
| 634830 | 2012 RW1                 | 12 dicembre 2004  | Spacewatch                    |
| 634831 | 2012 RP20                | 10 settembre 2012 | R. Holmes                     |
| 634832 | 2012 RQ20                | 29 agosto 2005    | NEAT                          |
| 634833 | 2012 RS22                | 25 ottobre 2001   | NEAT                          |
| 634834 | 2012 RZ32                | 5 giugno 2004     | NEAT                          |
| 634835 | 2012 RH33                | 13 settembre 2012 | Mount Lemmon Survey           |
| 634836 | 2012 RF38                | 16 agosto 2001    | LINEAR                        |
| 634837 | 2012 RN38                | 2 settembre 2007  | Mount Lemmon Survey           |
| 634838 | 2012 RO39                | 26 agosto 2012    | R. Holmes                     |
| 634839 | 2012 RU44                | 14 settembre 2012 | CSS                           |
| 634840 | 2012 SD3                 | 9 marzo 2005      | Mount Lemmon Survey           |
| 634841 | 2012 SP4                 | 17 settembre 2012 | Spacewatch                    |
| 634842 | 2012 SE6                 | 11 ottobre 2002   | Spacewatch                    |
| 634843 | 2012 SS6                 | 4 agosto 2005     | NEAT                          |
| 634844 | 2012 SZ7                 | 27 agosto 2001    | Spacewatch                    |
| 634845 | 2012 SF10                | 16 settembre 2012 | M. Schwartz, P. R. Holvorcem  |
| 634846 | 2012 SX12                | 17 settembre 2012 | Mount Lemmon Survey           |
| 634847 | 2012 SQ16                | 9 ottobre 2007    | F. Kugel                      |
| 634848 | 2012 SR16                | 7 novembre 2005   | Osservatorio di Mauna Kea     |
| 634849 | 2012 SA17                | 17 settembre 2012 | Spacewatch                    |
| 634850 | 2012 SK20                | 25 maggio 2006    | Osservatorio di Mauna Kea     |
| 634851 | 2012 SP23                | 29 settembre 2005 | Mount Lemmon Survey           |
| 634852 | 2012 SQ25                | 21 ottobre 2001   | LINEAR                        |
| 634853 | 2012 SY28                | 29 agosto 2005    | NEAT                          |
| 634854 | 2012 SM29                | 4 maggio 2006     | Mount Lemmon Survey           |
| 634855 | 2012 ST29                | 4 agosto 2008     | SSS                           |
| 634856 | 2012 SW29                | 23 settembre 2001 | Spacewatch                    |
| 634857 | 2012 SH31                | 24 maggio 2001    | J. L. Elliot, L. H. Wasserman |
| 634858 | 2012 SP37                | 28 settembre 2001 | NEAT                          |
| 634859 | 2012 SK40                | 25 agosto 2001    | Spacewatch                    |
| 634860 | 2012 SP41                | 18 settembre 2012 | Mount Lemmon Survey           |
| 634861 | 2012 SN61                | 9 marzo 2011      | Spacewatch                    |
| 634862 | 2012 SF64                | 9 maggio 2002     | NEAT                          |
| 634863 | 2012 SP64                | 27 giugno 2001    | LONEOS                        |
| 634864 | 2012 SF67                | 16 settembre 2012 | Spacewatch                    |
| 634865 | 2012 SG70                | 13 marzo 2007     | Spacewatch                    |
| 634866 | 2012 SX73                | 25 settembre 2012 | Mount Lemmon Survey           |
| 634867 | 2012 ST93                | 17 settembre 2012 | Mount Lemmon Survey           |
| 634868 | 2012 SW101               | 19 settembre 2012 | R. Holmes                     |
| 634869 | 2012 TV1                 | 15 dicembre 2009  | W. Bickel                     |
| 634870 | 2012 TW4                 | 5 ottobre 2012    | Pan-STARRS                    |
| 634871 | 2012 TH7                 | 29 ottobre 2005   | NEAT                          |
| 634872 | 2012 TQ13                | 24 settembre 2000 | LINEAR                        |
| 634873 | 2012 TO14                | 7 ottobre 2012    | Pan-STARRS                    |
| 634874 | 2012 TT17                | 23 maggio 2006    | Mount Lemmon Survey           |
| 634875 | 2012 TC20                | 7 ottobre 2012    | Pan-STARRS                    |
| 634876 | 2012 TT20                | 12 agosto 2006    | NEAT                          |
| 634877 | 2012 TN22                | 28 agosto 2008    | Zelenchukskaya Stn.           |
| 634878 | 2012 TG35                | 8 ottobre 2012    | J. M. Bosch, R. M. Olivera    |
| 634879 | 2012 TO44                | 20 settembre 2001 | SDSS Collaboration            |
| 634880 | 2012 TC48                | 25 luglio 2001    | NEAT                          |
| 634881 | 2012 TQ52                | 9 ottobre 2012    | Mount Lemmon Survey           |
| 634882 | 2012 TW57                | 22 settembre 2008 | Mount Lemmon Survey           |
| 634883 | 2012 TF60                | 18 ottobre 2001   | NEAT                          |
| 634884 | 2012 TG78                | 21 dicembre 2003  | Spacewatch                    |
| 634885 | 2012 TS79                | 13 ottobre 2001   | Spacewatch                    |
| 634886 | 2012 TC82                | 19 ottobre 2003   | Spacewatch                    |
| 634887 | 2012 TG82                | 5 ottobre 2012    | Pan-STARRS                    |
| 634888 | 2012 TR85                | 16 ottobre 2001   | Spacewatch                    |
| 634889 | 2012 TV88                | 6 ottobre 2012    | Mount Lemmon Survey           |
| 634890 | 2012 TG99                | 4 aprile 2002     | NEAT                          |
| 634891 | 2012 TG101               | 9 ottobre 2012    | R. Ferrando, M. Ferrando      |
| 634892 | 2012 TZ101               | 15 settembre 2012 | Spacewatch                    |
| 634893 | 2012 TN108               | 10 ottobre 2012   | Mount Lemmon Survey           |
| 634894 | 2012 TJ116               | 21 settembre 2012 | Spacewatch                    |
| 634895 | 2012 TX122               | 8 ottobre 2012    | Pan-STARRS                    |
| 634896 | 2012 TB123               | 13 giugno 2011    | Mount Lemmon Survey           |
| 634897 | 2012 TV125               | 23 agosto 2012    | L. Bernasconi                 |
| 634898 | 2012 TP128               | 27 ottobre 2000   | Spacewatch                    |
| 634899 | 2012 TL144               | 10 ottobre 2012   | Mount Lemmon Survey           |
| 634900 | 2012 TD149               | 31 maggio 2006    | Mount Lemmon Survey           |

## 634901–635000
| Nome                | Designazione provvisoria | Data di scoperta  | Scopritore                   |
| ------------------- | ------------------------ | ----------------- | ---------------------------- |
| 634901              | 2012 TQ157               | 15 settembre 2012 | Spacewatch                   |
| 634902              | 2012 TA158               | 5 maggio 2008     | Mount Lemmon Survey          |
| 634903              | 2012 TM159               | 12 agosto 2004    | Cerro Tololo Obs.            |
| 634904              | 2012 TX160               | 18 ottobre 2001   | NEAT                         |
| 634905              | 2012 TG170               | 10 agosto 2012    | Spacewatch                   |
| 634906              | 2012 TP172               | 9 ottobre 2012    | Mount Lemmon Survey          |
| 634907              | 2012 TM173               | 9 ottobre 2012    | Mount Lemmon Survey          |
| 634908              | 2012 TE174               | 8 novembre 2007   | Spacewatch                   |
| 634909              | 2012 TO174               | 9 ottobre 2012    | Mount Lemmon Survey          |
| 634910              | 2012 TD177               | 16 maggio 2010    | Mount Lemmon Survey          |
| 634911              | 2012 TN182               | 28 gennaio 2007   | Mount Lemmon Survey          |
| 634912              | 2012 TR190               | 29 marzo 2009     | Spacewatch                   |
| 634913              | 2012 TL195               | 10 ottobre 2012   | Mount Lemmon Survey          |
| 634914              | 2012 TB197               | 10 ottobre 2012   | Spacewatch                   |
| 634915              | 2012 TY200               | 10 aprile 2010    | Mount Lemmon Survey          |
| 634916              | 2012 TP203               | 8 dicembre 2005   | Spacewatch                   |
| 634917              | 2012 TX208               | 20 gennaio 2009   | Spacewatch                   |
| 634918              | 2012 TQ210               | 11 ottobre 2012   | Mount Lemmon Survey          |
| 634919              | 2012 TD213               | 5 gennaio 2003    | Spacewatch                   |
| 634920              | 2012 TG215               | 17 settembre 2012 | M. Schwartz, P. R. Holvorcem |
| 634921              | 2012 TQ215               | 6 novembre 2007   | Spacewatch                   |
| 634922              | 2012 TL222               | 14 ottobre 2012   | Mount Lemmon Survey          |
| 634923              | 2012 TM223               | 26 settembre 2012 | M. Schwartz, P. R. Holvorcem |
| 634924              | 2012 TK224               | 8 ottobre 2012    | Mount Lemmon Survey          |
| 634925              | 2012 TC225               | 8 ottobre 2012    | Mount Lemmon Survey          |
| 634926              | 2012 TJ233               | 26 febbraio 2007  | Mount Lemmon Survey          |
| 634927              | 2012 TX235               | 11 novembre 2001  | SDSS Collaboration           |
| 634928              | 2012 TG245               | 6 settembre 2008  | Mount Lemmon Survey          |
| 634929              | 2012 TR246               | 26 agosto 2001    | AMOS                         |
| 634930              | 2012 TA248               | 11 ottobre 2012   | Pan-STARRS                   |
| 634931              | 2012 TB248               | 29 novembre 2005  | Spacewatch                   |
| 634932              | 2012 TV253               | 21 gennaio 2007   | W. Ries                      |
| 634933              | 2012 TX253               | 3 settembre 2000  | SDSS Collaboration           |
| 634934              | 2012 TH254               | 11 ottobre 2012   | K. Sárneczky                 |
| 634935              | 2012 TQ260               | 26 agosto 2000    | Spacewatch                   |
| 634936              | 2012 TQ263               | 8 ottobre 2012    | Mount Lemmon Survey          |
| 634937              | 2012 TJ265               | 18 marzo 2010     | Spacewatch                   |
| 634938              | 2012 TE269               | 11 ottobre 2012   | Mount Lemmon Survey          |
| 634939              | 2012 TQ272               | 19 aprile 2006    | Mount Lemmon Survey          |
| 634940              | 2012 TZ278               | 4 novembre 2007   | Spacewatch                   |
| 634941              | 2012 TB280               | 7 ottobre 2004    | LINEAR                       |
| 634942              | 2012 TA281               | 14 marzo 2007     | Spacewatch                   |
| 634943              | 2012 TN292               | 15 luglio 2005    | Mount Lemmon Survey          |
| 634944              | 2012 TA299               | 24 maggio 2006    | Spacewatch                   |
| 634945              | 2012 TR300               | 5 novembre 2007   | Spacewatch                   |
| 634946              | 2012 TQ303               | 18 settembre 2012 | Spacewatch                   |
| 634947              | 2012 TU304               | 27 giugno 2004    | Spacewatch                   |
| 634948              | 2012 TS306               | 6 settembre 2008  | CSS                          |
| 634949              | 2012 TW306               | 30 gennaio 2003   | NEAT                         |
| 634950              | 2012 TD309               | 23 marzo 2003     | SDSS Collaboration           |
| 634951              | 2012 TC312               | 14 ottobre 2012   | M. Schwartz, P. R. Holvorcem |
| 634952              | 2012 TA313               | 30 settembre 2008 | LINEAR                       |
| 634953              | 2012 TH313               | 16 settembre 2012 | Spacewatch                   |
| 634954              | 2012 TH314               | 30 giugno 2001    | AMOS                         |
| 634955              | 2012 TN315               | 12 agosto 2001    | NEAT                         |
| 634956              | 2012 TA316               | 30 ottobre 1997   | C. Veillet                   |
| 634957              | 2012 TE316               | 27 agosto 2003    | NEAT                         |
| 634958              | 2012 TZ324               | 8 ottobre 2012    | Mount Lemmon Survey          |
| 634959              | 2012 TY327               | 22 novembre 2008  | Spacewatch                   |
| 634960              | 2012 TQ329               | 23 febbraio 2003  | CINEOS                       |
| 634961              | 2012 TP331               | 16 settembre 2012 | Mount Lemmon Survey          |
| 634962              | 2012 TA332               | 11 ottobre 2012   | Mount Lemmon Survey          |
| 634963              | 2012 TK355               | 15 ottobre 2012   | Mount Lemmon Survey          |
| 634964              | 2012 TL355               | 9 ottobre 2012    | Pan-STARRS                   |
| 634965              | 2012 TC364               | 8 ottobre 2012    | Mount Lemmon Survey          |
| 634966              | 2012 TE367               | 8 ottobre 2012    | Spacewatch                   |
| 634967              | 2012 TW368               | 10 ottobre 2012   | Mount Lemmon Survey          |
| 634968              | 2012 TW379               | 15 ottobre 2012   | Spacewatch                   |
| 634969              | 2012 TP387               | 4 dicembre 2005   | Spacewatch                   |
| 634970              | 2012 TE390               | 8 ottobre 2012    | Pan-STARRS                   |
| 634971              | 2012 UY6                 | 28 novembre 1999  | Spacewatch                   |
| 634972              | 2012 UY11                | 1 febbraio 2003   | LINEAR                       |
| 634973              | 2012 UB13                | 2 marzo 2006      | Mount Lemmon Survey          |
| 634974              | 2012 UH15                | 16 ottobre 2012   | Mount Lemmon Survey          |
| 634975              | 2012 US15                | 16 marzo 2004     | Spacewatch                   |
| 634976              | 2012 US16                | 13 marzo 2007     | Mount Lemmon Survey          |
| 634977              | 2012 UZ16                | 15 settembre 2012 | Mount Lemmon Survey          |
| 634978              | 2012 UB22                | 29 aprile 2003    | Spacewatch                   |
| 634979              | 2012 UF26                | 26 luglio 2011    | Pan-STARRS                   |
| 634980              | 2012 UG27                | 20 agosto 2006    | NEAT                         |
| 634981 Herbertgrice | 2012 UW29                | 14 ottobre 2012   | N. Falla                     |
| 634982              | 2012 UX31                | 17 ottobre 2012   | Mount Lemmon Survey          |
| 634983              | 2012 UY31                | 1 febbraio 2009   | Spacewatch                   |
| 634984              | 2012 UQ32                | 11 marzo 2005     | M. W. Buie, L. H. Wasserman  |
| 634985              | 2012 UW36                | 16 ottobre 2012   | Mount Lemmon Survey          |
| 634986              | 2012 UY36                | 19 agosto 2006    | Spacewatch                   |
| 634987              | 2012 UC45                | 16 novembre 2001  | Spacewatch                   |
| 634988              | 2012 UF65                | 20 ottobre 2012   | Spacewatch                   |
| 634989              | 2012 UT71                | 10 aprile 2010    | Mount Lemmon Survey          |
| 634990              | 2012 UN75                | 1 maggio 2003     | Spacewatch                   |
| 634991              | 2012 UH77                | 16 gennaio 2005   | CSS                          |
| 634992              | 2012 UU78                | 19 ottobre 2012   | Pan-STARRS                   |
| 634993              | 2012 UZ82                | 4 novembre 2007   | Mount Lemmon Survey          |
| 634994              | 2012 UD84                | 20 ottobre 2012   | Spacewatch                   |
| 634995              | 2012 UD85                | 25 settembre 2012 | Mount Lemmon Survey          |
| 634996              | 2012 UA89                | 7 ottobre 2008    | Mount Lemmon Survey          |
| 634997              | 2012 UY91                | 22 agosto 2004    | Spacewatch                   |
| 634998              | 2012 US97                | 25 febbraio 2007  | Spacewatch                   |
| 634999              | 2012 UC99                | 21 ottobre 2003   | Spacewatch                   |
| 635000              | 2012 UY99                | 14 aprile 2005    | Spacewatch                   |